# Попов Олександр Володимирович (військовик)
Олекса́ндр Володи́мирович Попо́́в (17 травня 1976 — 15 вересня 2014) — старший солдат Збройних сил України, загинув в ході російсько-української війни.

## Життєвий шлях
Народився 1976 року в селі Мартинівка (Хмельницький район, Хмельницька область). Ріс в сім'ї з молодшою сестрою. Закінчив загальноосвітню школу; вчився у духовній семінарії в Польщі, але на останньому курсі, коли приїхав на канікули додому, зустрів своє кохання, тож ксьондзом не став, одружився. Пройшов строкову військову службу в лавах Збройних Сил України. Їздив на заробітки до Москви.
Призваний за мобілізацією 30 липня 2014 року, стрілець, 128-ма окрема гірсько-піхотна бригада.
15 вересня 2014-го загинув під час виконання бойового завдання поблизу села Сизе Станично-Луганського району.
Без Олександра лишилися батьки, сестра, дружина, дві доньки, 16 і 14 років.
Похований в селі Чорний Острів.

## Нагороди і вшанування
За особисту мужність і героїзм, виявлені у захисті державного суверенітету та територіальної цілісності України, вірність військовій присязі під час російсько-української війни, відзначений — нагороджений
- орденом «За мужність» III ступеня (посмертно)
- Його портрет розміщений на меморіалі «Стіна пам'яті полеглих за Україну» у Києві: секція 4, ряд 6, місце 19